# Kilka opowieści o człowieku
Kilka opowieści o człowieku – polski film dokumentalny z 1983 w reżyserii Bogdana Dziworskiego, najbardziej znane dzieło reżysera. 

## Treść
Film ukazuje portret Jerzego Orłowskiego, mężczyzny pozbawionego obu rąk, który pomimo okrutnego kalectwa zachowuje radość życia oraz okazuje zaradność w wielu codziennych sytuacjach i przezwycięża liczne trudności. Orłowski świetnie radzi sobie jako sportowiec, ma też talent do rysowania. W ostatniej sekwencji, drobiazgowo skończywszy portret głowy konia, Orłowski łamie jednak przypadkiem pióro i w akcie rozpaczy demoluje swoje dzieło, które wyfruwa poza ciemną przestrzeń pracowni.

## Produkcja
Kilka opowieści o człowieku powstało w łódzkiej Wytwórni Filmów Oświatowych, pod kierownictwem Marka Lachowicza. Realizatorem filmu był Bogdan Dziworski, natomiast za zdjęcia odpowiadał operator Krzysztof Ptak. Film zmontowała Agnieszka Bojanowska. Muzykę do dzieła skomponował Janusz Hajdun.

## Nagrody
| Rok  | Festiwal/instytucja                                          | Nagroda                 | Nominowani           | Wynik   |
| ---- | ------------------------------------------------------------ | ----------------------- | -------------------- | ------- |
| 1983 | Krakowski Festiwal Filmowy                                   | Nagroda za zdjęcia      | Krzysztof Ptak       | Wygrana |
| 1983 | Krakowski Festiwal Filmowy                                   | Grand Prix „Złoty Smok” | Bogdan Dziworski     | Wygrana |
| 1983 | Międzynarodowy Festiwal Filmów Krótkometrażowych w Huesce    | Grand Prix              | Bogdan Dziworski     | Wygrana |
| 1984 | Festiwal Filmów Sportowych w Tarnowie                        | Wyróżnienie za montaż   | Agnieszka Bojanowska | Wygrana |
| 1995 | Międzynarodowy Festiwal Filmów Krótkometrażowych w Monachium | Nagroda Specjalna Jury  | Bogdan Dziworski     | Wygrana |